# MEOPA
Mit MEOPA wird ein äquimolares Gasgemisch aus Sauerstoff und dem Inhalationsanästhetikum Lachgas (N2O
, Distickstoffmonoxid) bezeichnet, das für die Kurzanästhesie für kleinere schmerzhafte invasive Eingriffe verwendet werden kann. Es existiert kein deutscher Name für die französische Abkürzung MEOPA (Mélange équimolaire oxygène-protoxyde d'azote), aber es ist unter den Handelsnamen Entonox und Livopan bei Linde oder als Kalinox bei Air Liquide/Carbagas in Druckgasflaschen erhältlich. Im Bereich der Kinderheilkunde wird MEOPA gelegentlich als „Zauberluft“ bezeichnet.

## Geschichte
Lachgas wurde bereits 1772 durch Joseph Priestley entdeckt, die anästhesierende Wirkung wurde 1844 durch Horace Wells erkannt und erstmals genutzt. Die Mischung zu gleichen Teilen mit Sauerstoff wurde 1961 entwickelt und 1965 eingeführt. Sie wurde zunächst in anglophonen Ländern vorwiegend in nichtärztlichen Bereichen, in der Geburtshilfe und in Pflegeambulanzen, verwendet. Ab den 1990er Jahren wurde MEOPA zunehmend in der pädiatrischen Onkologie in Frankreich eingesetzt, wo es seit 2001 arzneimittelrechtlich im stationären Bereich und auf Rettungswagen zugelassen ist.

## Wirkung
Die angstlösende, schmerzlindernde (analgetische) und amnestische Wirkung geht auf das Lachgas zurück und hängt mit dem Konzentrationsverhältnis zum Sauerstoff zusammen. Unter 40 % Lachgas besteht nur eine leichte bis mittlere Analgesie, und erst zwischen 40 und 60 % Lachgas liegt eine tiefe Analgesie ohne Bewusstseinsstörung vor. Durch das feste Mischverhältnis bei MEOPA werden Lachgas-Überdosierungen verhindert, denn ab 60–70 % ist das Bewusstsein getrübt mit Schläfrigkeit, und ab 80 % (mit entsprechend weniger als 20 % Sauerstoff) kommt es zum Herzversagen durch Hypoxie.
MEOPA ist ein durchsichtiges, farbloses, nicht reizendes, leicht riechendes, brandförderndes, selbst aber nicht brennbares Gas.
Bei MEOPA mit 50 % Lachgas bleiben die Atmung und die Schutzreflexe erhalten. Es führt zu einer Sedierung bei vollem Bewusstsein, der Patient fühlt sich in der Regel tief entspannt und „abgerückt“, jedoch ohne einzuschlafen.
Da Lachgas sehr volatil ist, mit geringer Bindung im Blut, setzt die Wirkung sehr schnell binnen drei Minuten ein und der Effekt ist innerhalb kürzester Zeit vollständig reversibel.

## Indikation
Am besten ist MEOPA für leicht bis mäßig schmerzhafte Eingriffe von bis zu 10–15 Minuten Dauer geeignet. Es wurde eine erhöhte Rate von Nebenwirkungen bei Einsatz über 15 Minuten Dauer berichtet.
Besonders geeignet ist MEOPA für Verbandwechsel besonders bei Verbrennungswunden, Gipsabnahme/-anlage, Wundnaht, Entfernen von Nahtmaterial, Entfernen eines Wunddrains, Entfernen eines Fremdkörpers und kleinerer oberflächlicher chirurgischer Eingriffe, aber auch für Blutabnahmen, Öffnen eines Portkatheters oder Anlage eines arteriellen Zugangs. Positive Erfahrungen bestehen auch bei Lumbalpunktionen, bei Knochenmarkpunktionen und bei der geschlossenen Einrichtung eines Knochenbruchs (Frakturreposition) oder einer peripheren Gelenkausrenkung (Luxation).
Auch bei zahnärztlichen Eingriffen und in der Geburtshilfe findet MEOPA Anwendung.

## Anwendung

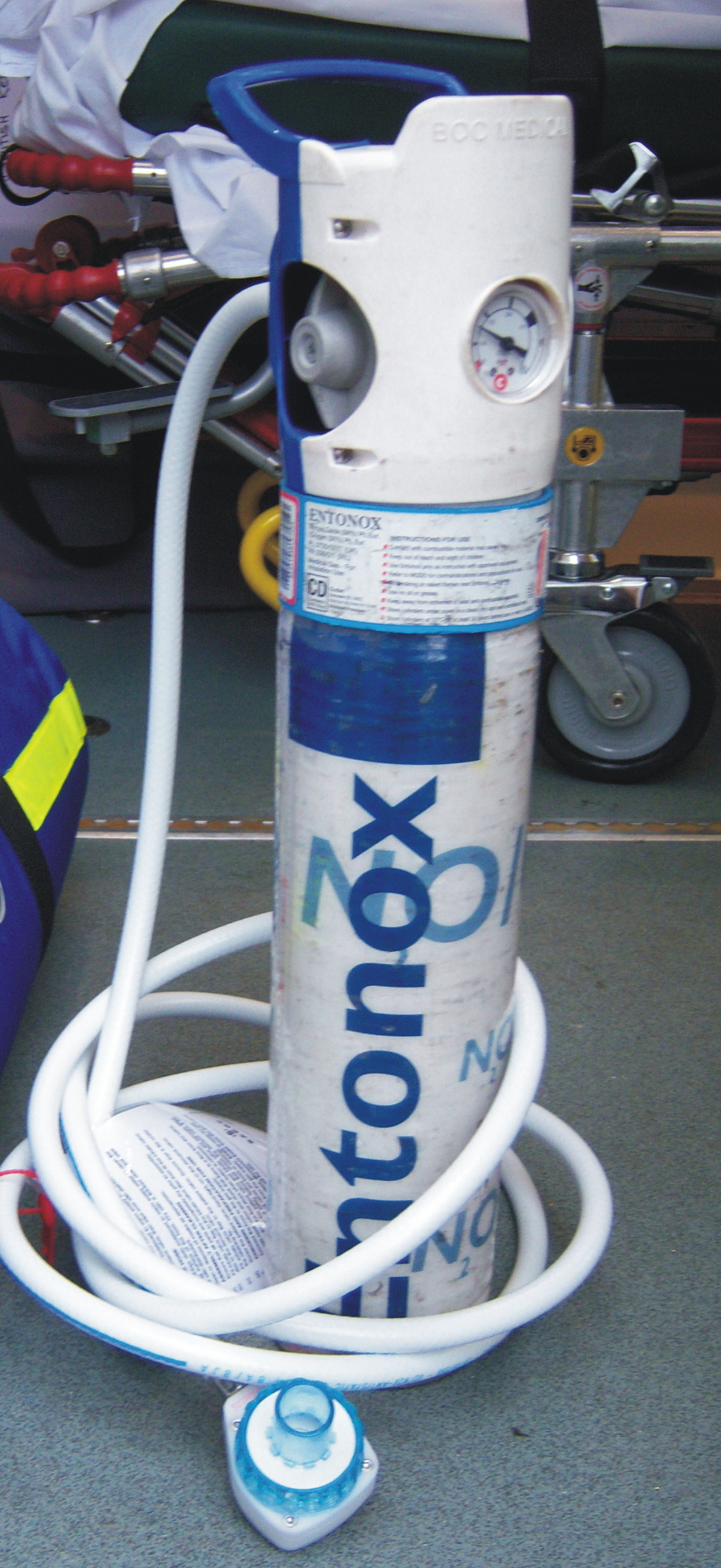
Mobiles System zur Applikation eines MEOPA-Gemisches

Die Anwendung erfolgt auf ärztliche Anordnung in der Regel durch geschultes nichtärztliches Personal nach einem vorab genau festgelegten Schema. Der Patient muss nicht nüchtern sein. Es genügt eine klinische Überwachung ohne Pulsoxymeter. Wenn die MEOPA-Anwendung mit einem Opioid oder Benzodiazepin (oft Midazolam) kombiniert wird, sind hingegen eine Überwachung durch EKG und Pulsoxymeter sowie eine ärztliche Präsenz erforderlich.
Die Applikation erfolgt über eine Gesichtsmaske mit Ballon und Einwegventil; Die Maske muss der Gesichtsgröße angepasst sein, bei Kindern werden zur besseren Akzeptanz oft parfümierte Masken verwendet, zudem oft ein kleines Plastikflugzeug über dem Ausatemventil installiert, wodurch die Kinder ihre Atmung gut kontrollieren und beobachten können.
Die Wirkung von MEOPA kann bei Kindern unter fünf Jahren noch geringer ausfallen. In der Regel wird MEOPA ab dem sechsten Lebensmonat angewandt.
Nach drei Minuten Beatmungszeit kann der vorgesehene therapeutische oder diagnostische Eingriff durchgeführt werden.
Nach Beendigung des Eingriffs kann MEOPA abgestellt werden und die Wirkung verflüchtigt sich binnen weniger Minuten. Daher ist eine etwa drei- bis fünfminütige Nachbeobachtungszeit ausreichend.

## Nebenwirkungen
Die berichteten Nebenwirkungen sind selten, leicht und in allen Fällen mit Beendigung der MEOPA-Applikation reversibel. Es wird von bis zu 4 % Komplikationen berichtet, besonders Panikattacken, Kopfschmerzen, Halluzinationen und Übelkeit/Erbrechen. Hingegen waren Träume, Euphorie und Heiterkeit sehr häufig.
In einer Übersicht über die Anwendung in 155 Eingriffen bei Kindern waren 77 % ruhig und gelassen während des Eingriffs, 8 % haben geweint, 5 % hatten eine „schmerzverzerrte Mimik“, 4 % waren erregt und bei 5 % musste das Kind festgehalten werden. Nur in zwei Fällen gab es eine Abwehrreaktion des Kindes. In 94 % waren Eltern und Krankenschwestern mit der Anwendung von MEOPA zufrieden. Bei Kindern unter fünf Jahren war die Schmerzstillung in 30 % ungenügend, bei älteren Kindern hingegen nur in 9 %.
Für das Pflegepersonal besteht kein Risiko. Für Lachgas wurde im Tierexperiment eine Teratogenität gezeigt, beim Menschen ist bisher aber keine teratogene Wirkung bekannt.

## Kontraindikationen
Die Anwendung von MEOPA ist auf Eingriffe bis zu maximal 15 Minuten Dauer limitiert, da anschließend vermehrt Nebenwirkungen beobachtet werden. Ebenso ist die analgetische Wirkung bei sehr starken Schmerzen gelegentlich nicht ausreichend.
Als Kontraindikationen gelten Schädelhirntrauma, erhöhter intrakranieller Druck und veränderter Bewusstseinszustand, außerdem pathologische Luftansammlungen, wie Pneumothorax oder Emphysem, sowie pulmonale Hypertension, Gasembolie, Barotrauma, unstabile Kreislaufverhältnisse und ein Gesichtsknochenbruch.
MEOPA darf in den ersten drei Monaten nach einem augenchirurgischen Eingriff nicht angewendet werden, bei dem ein ophthalmologisches Gas eingesetzt wurde und noch eine Restgasmenge im Glaskörper bestehen kann.
Ein Vitamin-B-12-Mangel muss vorab substituiert werden.
Es besteht keine Kontraindikation im letzten Schwangerschaftsdrittel, unter der Geburt und in der Stillzeit.